# Kalabougou
Le village de Kalabougou, connu aussi comme le village des potières, se situe à une dizaine de kilomètres de Segou au Mali, sur l'autre rive du Niger. Il date de l'Empire Bambara, et fait partie des destinations touristiques de la région.

## Production
Le travail de la poterie est essentiellement imparti aux femmes, les hommes, issus de la communauté Bambara, conservant les activités liées au travail du métal, socialement plus valorisantes. Dans le village, chaque famille se charge d'une partie du travail.
La terre, ramassée dans une bancottière à environ 300 m du village, est acheminée dans des paniers portés sur la tête par les femmes. Mêlée à des fragments de paille hachée ou à des résidus concassés d'anciennes poteries, elle est foulée au pieds pendant de longues minutes pour obtenir une parfaite homogénéité. Les particularités de sa composition permettent aux poteries de remplir deux fonctions fondamentales : la conservation des liquides et la cuisson des aliments.

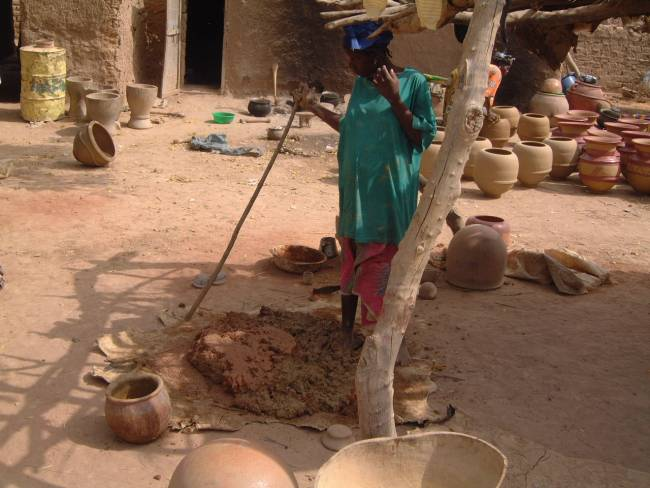
Foulage de la terre.

La potière monte son ouvrage sans l'aide d'un tour avec des « boudins » de terre (colombins) qu'elle agglomère les uns aux autres par le travail des mains et de l'eau. L'utilisation d'un battoir en bois améliore l'homogénéité de l'assemblage. Les poteries sont ornées d'un décor traditionnel par un engobe de couleur rouge, à base d'hématite, et stockées pour un premier séchage en attente de la cuisson collective.

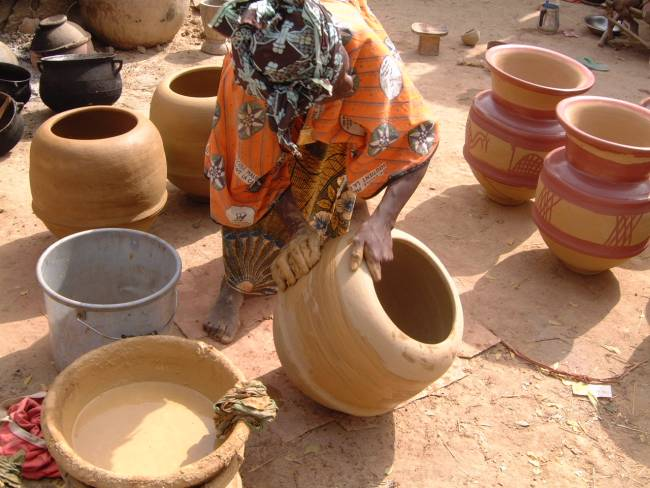
Finition d'une poterie.
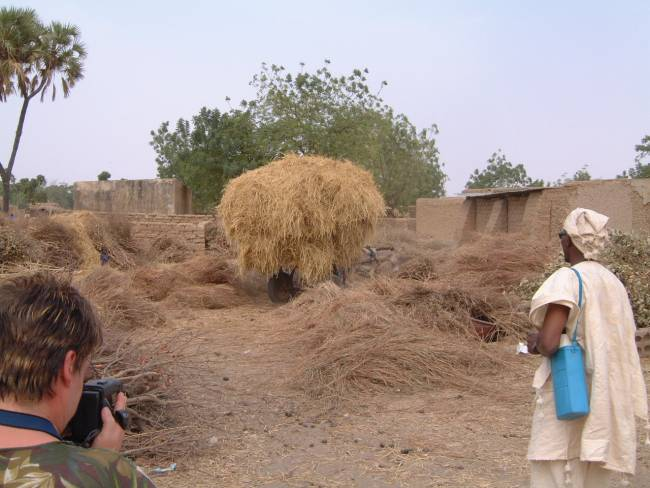
Approvisionnement en paille pour la cuisson à feu ouvert.
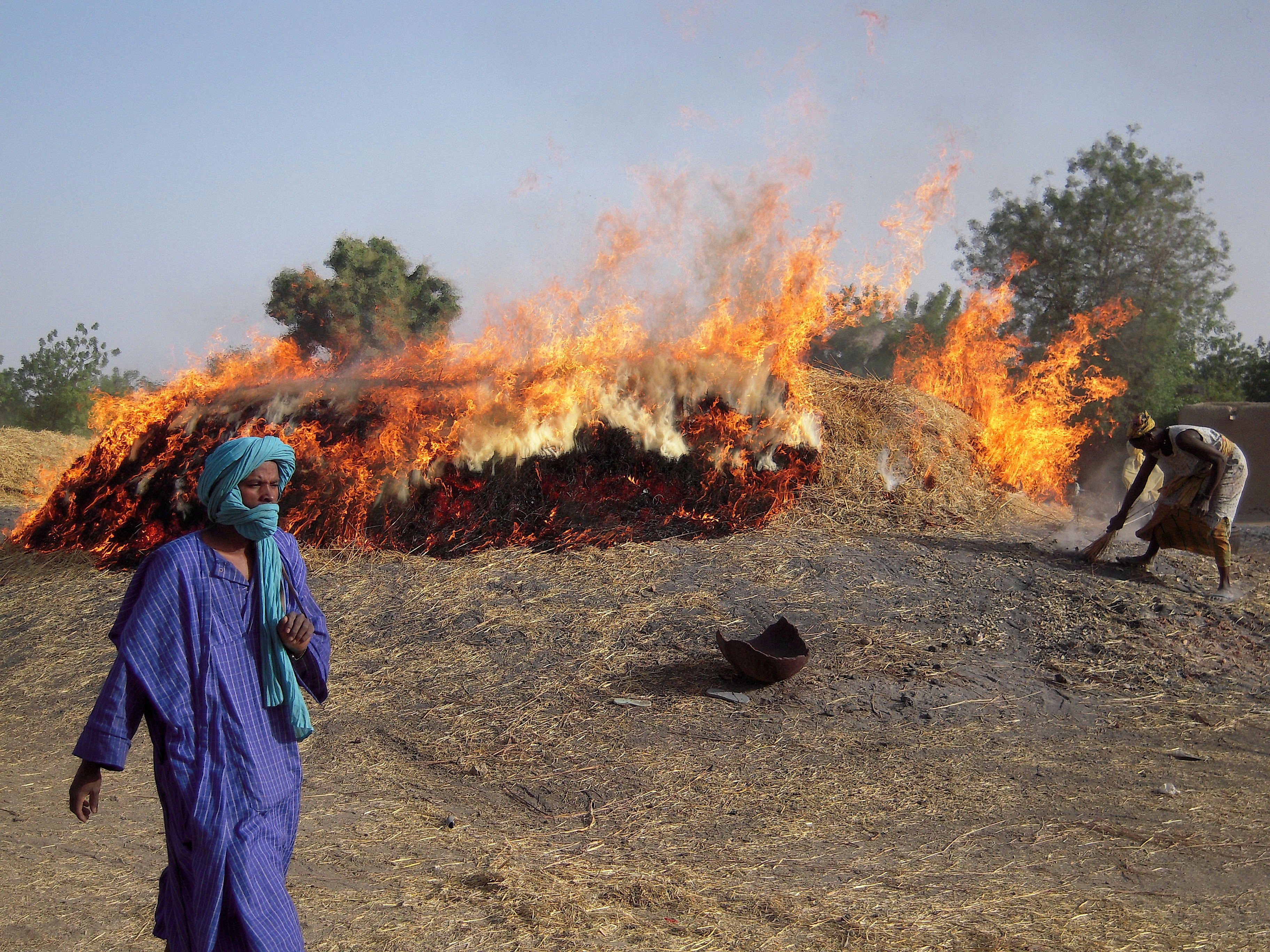
Cuisson collective des poteries.

La cuisson se fait à feu ouvert chaque fin de semaine. Au centre du village, les hommes apportent des chariots de fagots, de branchages et de paille qui sont déchargés sur la place et où sont déposées toutes les poteries fabriquées durant la semaine. Une fois les poteries recouvertes, la paille est enflammée pour la cuisson.
Celle-ci dure environ 30 min, atteignant une température de 600 à 800 degrés. Les poteries encore brûlantes sont soit étouffées sur un lit de feuillage de kundié séché, pour obtenir une teinte noire, soit trempées dans une décoction de fruits écrasés de kaki de brousse et d'écorce de Ngonde pour la finition rouge.
Environ 2 000 poteries sont réalisées chaque semaine, chargées ensuite sur de grandes barques et vendues le lundi sur le marché de Ségou avant de rejoindre les autres marchés du Mali.